# St. Nikolaus (Militärkathedrale)

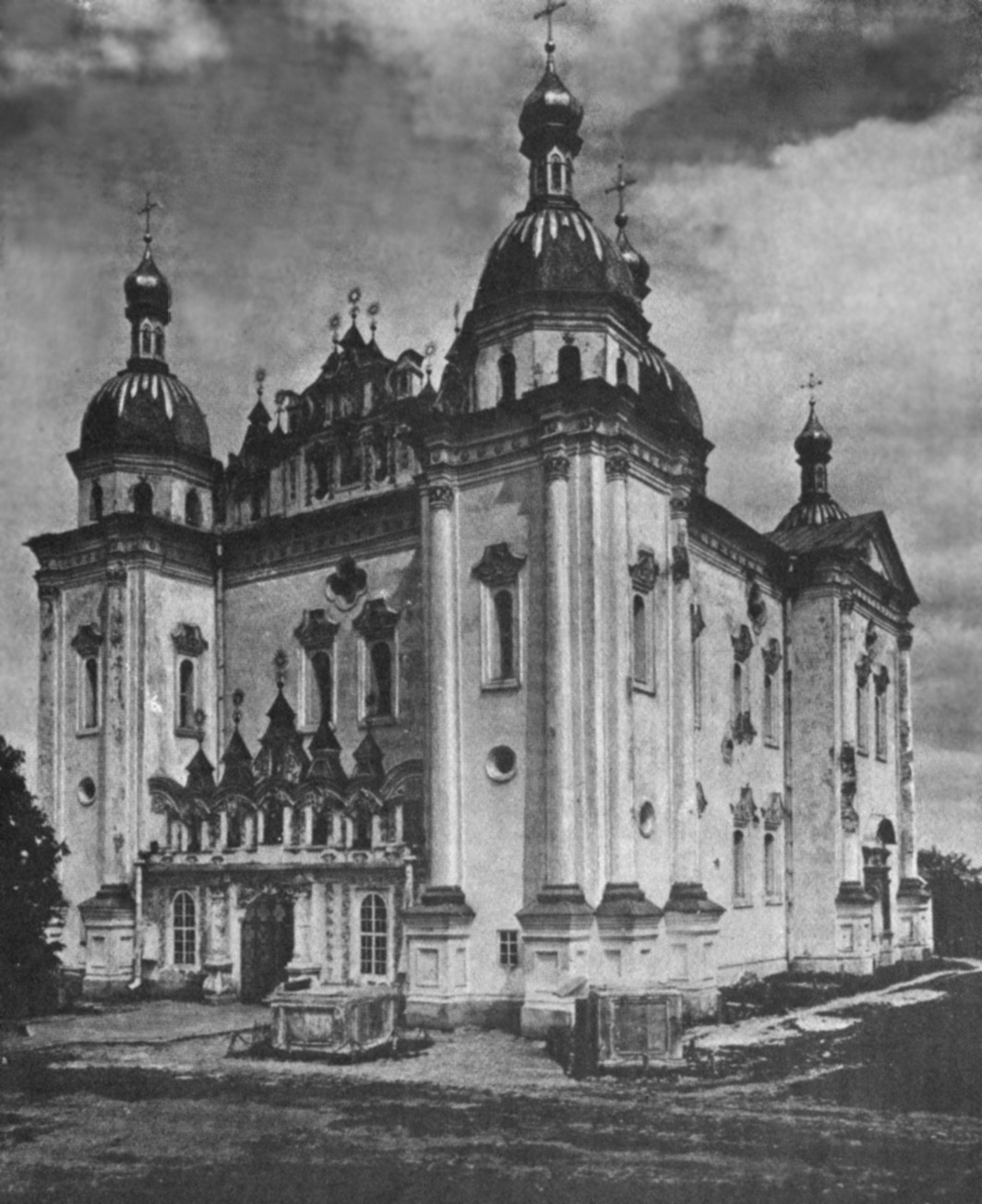
Militärkathedrale St. Nikolaus (um 1900)

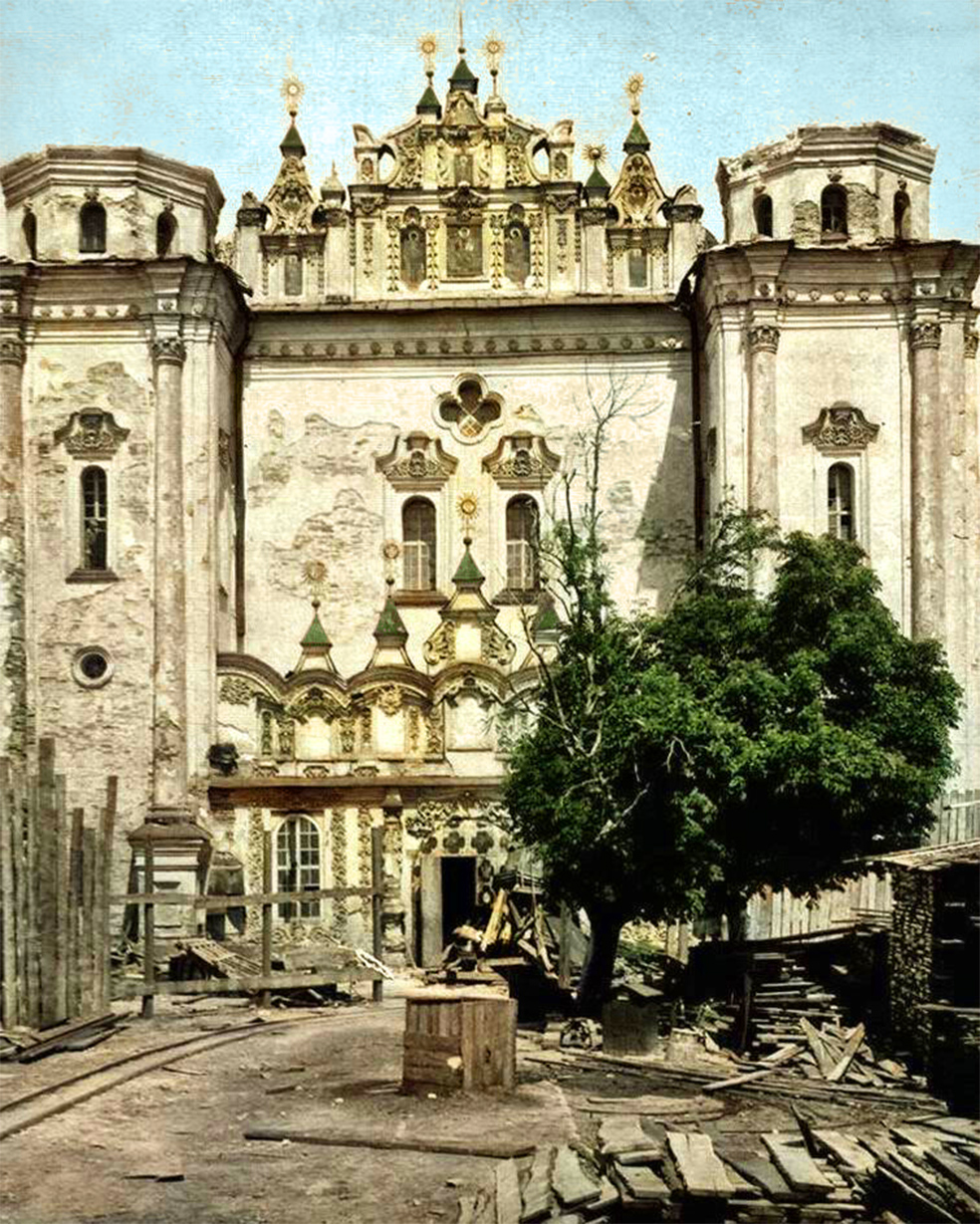
Kirchenruine (1934)

Die Militärkathedrale St. Nikolaus (ukrainisch Військовий Микільський собор, russisch Никольский военный собор), auch bekannt als „Großer Nikolaus“ (Великий Микола), war eine Militärkathedrale des vormaligen Russischen Zarenreichs im Rajon Petschersk der ukrainischen Hauptstadt Kiew. 

## Geschichte
Die Kathedrale wurde in den Jahren 1690 bis 1696 oberhalb des Westufers des Dnepr errichtet. Das Kuppelgebäude im Stil des Ukrainischen Barock wurde auf Anregung des Hetman Iwan Masepa von Ossip Dmitrijewitsch Starzew entworfen, um als Kirche der St.-Nikolaus-Eremitage zu dienen, allerdings siedelten sich die Mönche dann bei der Kathedrale an, so dass hier ein Kloster entstand. In Unterscheidung von der bereits bestehenden St.-Nikolaus-Holzkirche, die 1715 als Steinkirche neu errichtet wurde und sich neben der Kathedrale befand, wurde die Kathedrale auch „Großer Nikolaus“ genannt, die ehemalige Holzkirche hingegen „Kleiner Nikolaus“. Die Armee des Russischen Zarenreichs übernahm 1831 die Patronanz über das Gebäude, indem sie das Kloster aufheben ließ. Eine Batterie von Kanonen zeigte auch äußerlich die Verbundenheit mit dem Militär. In der Folgezeit wurde die Kiewer Festung hier erbaut und die Kathedrale somit Teil derselben.
Im Jahr 1918 wurde die Kirche durch Bombentreffer schwer beschädigt. Unter anderem stürzten Teile des Glockenturms ein. 1919 wurde die erste Messe in ukrainischer Sprache in der Kirche gefeiert.
1934 wurde die Kirche aus politischen Gründen von der Sowjetunion gesprengt. Stücke der Ausstattung sind nicht erhalten.
In den 1960er Jahren wurde im Zuge des Ausbaus des Pionierpalastes auf dem Gelände das erhaltene Refektorium mit der Begründung abgerissen, dass es wegen seines ursprünglich religiösen Charakters die Erziehung der Kinder im atheistischen Geist behindern könne. Für den Bau des Pionierpalastes erhielten die Architekten den Staatspreis der UdSSR.
Bereits in den späten 2000er Jahren wurde ein Wiederaufbau diskutiert. Wiktor Juschtschenko ordnete 2009 an, Pläne dafür zu erstellen.

## Baubeschreibung
Die dreischiffige Basilika war außen verputzt und weiß bemalt. Die achteckige Lichttrommel der Hauptkuppel wurde von vier quadratischen Säulen getragen. Die beiden Türme an der Apsis-Seite waren unten rund und oben achteckig, die Türme an der Westseite mit dem Haupteingang hingegen im Unterbau quadratisch. Die Fassade der Kirche war durch Giebel, Gesimse, Säulen mit Kapitellen und unterschiedlich gestaltete Fenster mit Stuck-Ornamenten reich gegliedert. Die Nebenportale an der Nord- und Südseite zierten Engelsfiguren, das Hauptportal war hingegen wie eine Chorschranke gestaltet: Es war von fünf Kuppeln bekrönt und von sechs Ikonen sowie vielgestaltigem Ornament geschmückt sowie von Säulen flankiert.

## Ausstattung
Das Innere war sparsam ausgestattet. So gab es weder Gemälde noch Mosaike. Einzig die siebenteilige, vergoldete Holz-Ikonostase aus dem Jahr 1695, die als eine der besten in Kiew galt, schmückte den Innenraum. In der Kirche wurden Reliquien des heiligen Johannes Chrysostomus aufbewahrt. Die ältere der beiden Glocken stammte aus dem Jahr 1693.